# Julianów (Warszawa)
Julianów (dawn. Juljanów) – dawniej samodzielna wieś, obecnie część osiedla Nadwiśle w Warszawie, w województwie mazowieckim, w dzielnicy Wawer. Leży na południowo-wschodnich rubieżach miasta, w widłach Wału Miedzeszyńskiego i Południowej Obwodnicy Warszawy.
W latach 1867–1939 wieś w gminie Zagóźdź. W 1921 roku Juljanów liczył 50 stałych mieszkańców.
20 października 1933 utworzono gromadę Juljanów w granicach gminy Zagóźdź, składającą się z wsi Juljanów, wsi Karolew, wsi Skrzypki i wsi Falenica Stara.
1 kwietnia 1939 w związku ze zniesieniem gminy Zagóźdź, gromadę Julianów włączono do gminy Letnisko Falenica w tymże powiecie.
Podczas II wojny światowej w Generalnym Gubernatorstwie miejscowość znajdowała się w dystrykcie warszawskim. W 1943 gromada Julianów (w gminie Falenica) liczyła 309 mieszkańców.
15 maja 1951, w związku ze zniesieniem gminy Falenica Letnisko, gromadę Julianów włączono do Warszawy.